# Pont Neuf (stanice metra v Paříži)

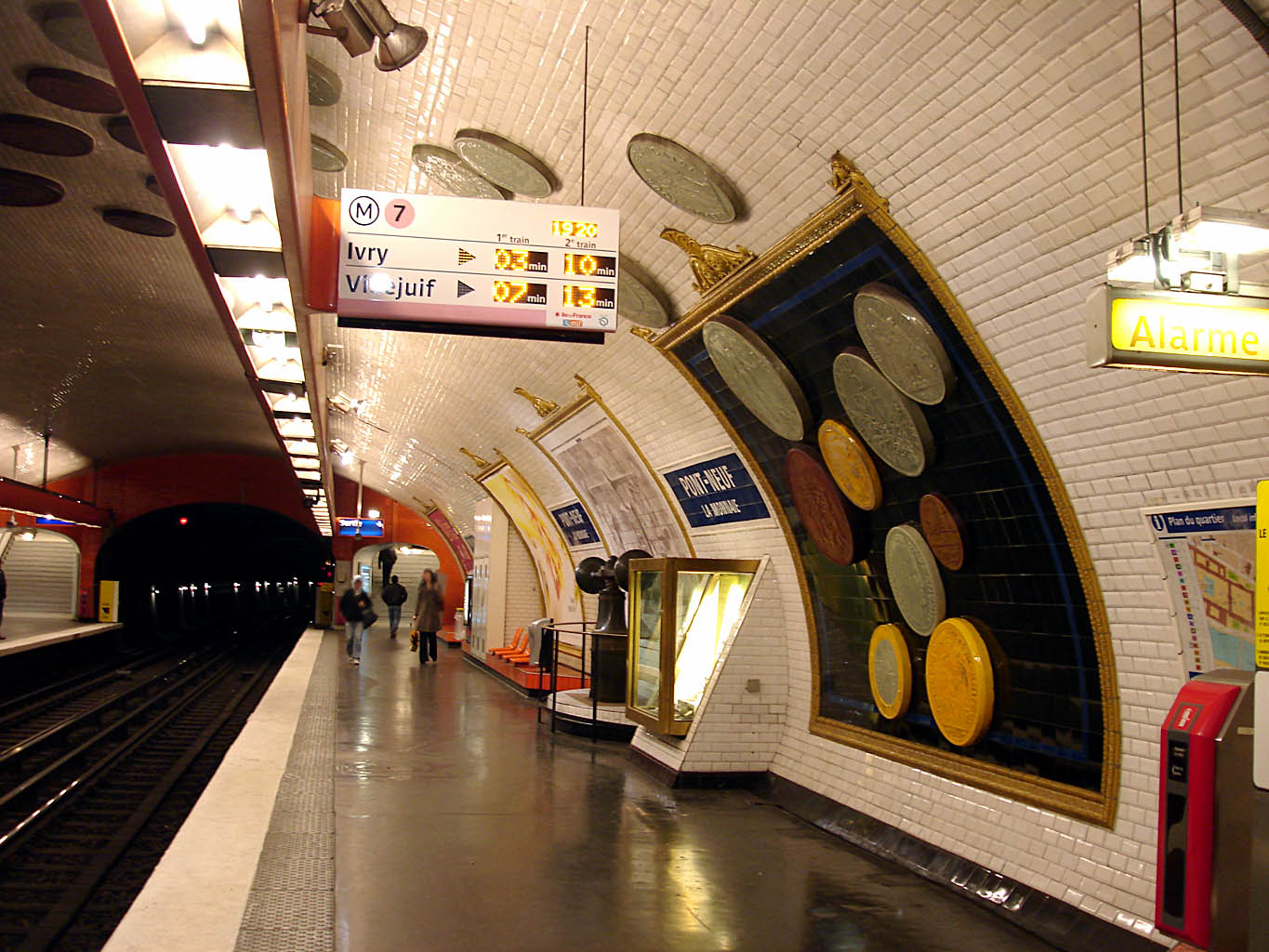
Nástupiště zdobené reprodukcemi mincí

Pont Neuf je nepřestupní stanice pařížského metra na lince 7 v 1. obvodu v Paříži. Nachází se na nábřeží Quai du Louvre.

## Historie
Stanice byla otevřena 16. dubna 1926 při zprovoznění úseku mezi stanicemi Palais Royal a Pont Marie.

## Výzdoba
Výzdoba stanice upomíná na pařížskou mincovnu, která se nachází na druhém břehu řeky. Na stěnách nástupiště jsou zvětšené reprodukce různých mincí, je zde vystavená stará mincovní váha a také dvě vitriny se skutečnými mincemi.

## Název
Stanice se jmenuje podle sousedícího mostu Pont Neuf (Nový most), který spojuje oba břehy Seiny a ostrov Cité.

## Zajímavosti v okolí
- Pont Neuf
- La Samaritaine – obchodní dům
- Kostel Saint-Germain l'Auxerrois
- Conciergerie – na ostrově Cité
- Pařížská mincovna – na levém břehu